# Vera Mukhina
Vera Ignatievna Mukhina, em russo: Вера Игнатьевна Мухина (Riga, 1 de julho de 1889 — Moscou, 6 de agosto de 1953), foi uma escultora soviética expoente do realismo socialista, é conhecida como a primeira-dama da escultura soviética. Filha de um famoso comerciante e filantropo chamado Ignatia Kuzmicha Mukhina (em russo: Игнатия Кузьмича Мухина), Mukhina foi nomeada a "Artista do Povo" em 1943, recebendo diversos prêmios e condecorações, dentre eles cinco Prêmios Stalin, a mais alta condecoração civil da União Soviética. Em 1985 uma cratera em Vênus foi nomeada "Mukhina" em sua homenagem.
A obra mais conhecida de Mukhina é um dos símbolos do realismo socialista soviético, Operário e Mulher Kolkosiana, que foi esculpido por Mukhina para a Exposição Universal de 1937, em Paris. A estátua produzida por Mukhina ficou no topo do pavilhão soviético, que se destacou na exposição, sendo avaliada pela imprensa francesa como "a maior obra de escultura do século XX". A estátua soviética, cujo aço inoxidável brilhava ao sol, parecia desafiar a águia nazista no topo da suástica do pavilhão alemão, que estava em frente ao pavilhão soviético.

## Vida pessoal

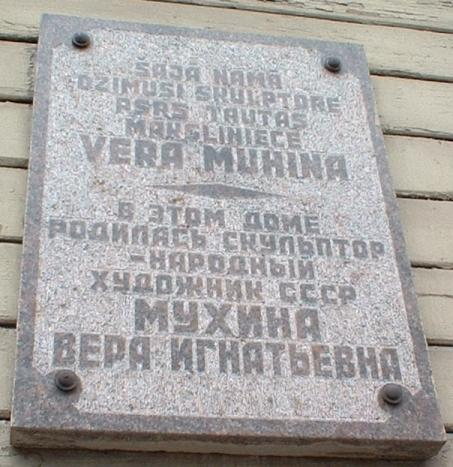
Placa na residência de Vera Mukhina

Mukhina era de uma família mercantil rica, e viveu na rua Turgeneva 23/25, onde atualmente existe uma placa comemorativa em sua homenagem. Seus antepassados, que eram atacadistas de cânhamo, passaram a viver em Riga após a Guerra Patriótica de 1812. Sua família era conhecida há muito tempo em sua cidade. Os comerciantes Mukhin possuíam armazéns na área onde agora está localizado o Mercado Central em Moscou, casas na Rua Turgeneva, uma serraria e outras propriedades. Em 1937, Mukhina, que vivia em Moscou na época, acabou por ser a única herdeira das propriedades de sua família em Riga. Ela recusou a herança, e a propriedade que ficou na República da Letônia foi estimada em 4 milhões de lats - mostrando a riqueza dos Mukhins.
Mukhina passou sua infância em Teodósia, levada por seu pai, que temia por sua saúde. A mãe de Mukhina havia falecido de tuberculose quando ela tinha dois anos. Em Teodósia, a futura artista recebeu suas primeiras lições em desenho e pintura. Ela viveu em Teodósia até 1904, quando seu pai morreu. Vera e sua irmã mais velha, Maria, eram protegidas por seus tios e tias que viviam em Kursk, onde Vera se formou com honras no ginásio. Então as duas se mudaram para Moscou e se estabeleceram no Boulevard Prechistenski. Em Moscou, Vera estudou pintura nos estúdios de Ilia Mashkov, Konstantin Iuon e Ivan Dudin.
Em 1912, ela morou em Paris, onde estudou na Academia Colarossi e, ao mesmo tempo, frequentou a Académie de la Grande Chaumière, onde estudou com o escultor-muralista francês Antoine Bourdelle. Mais tarde viajou para a Itália, estudando esculturas e pinturas do período da Renascença. Vera retornou a Moscou no verão de 1914 e, duas semanas depois, a Primeira Guerra Mundial começou. Depois de se formar em cursos de enfermagem, Vera começou a trabalhar em um hospital militar. Lá, no mesmo ano de 1914, ela conheceu o jovem médico militar chamado Alexei Zamkov, com o qual se casou.

## Carreira

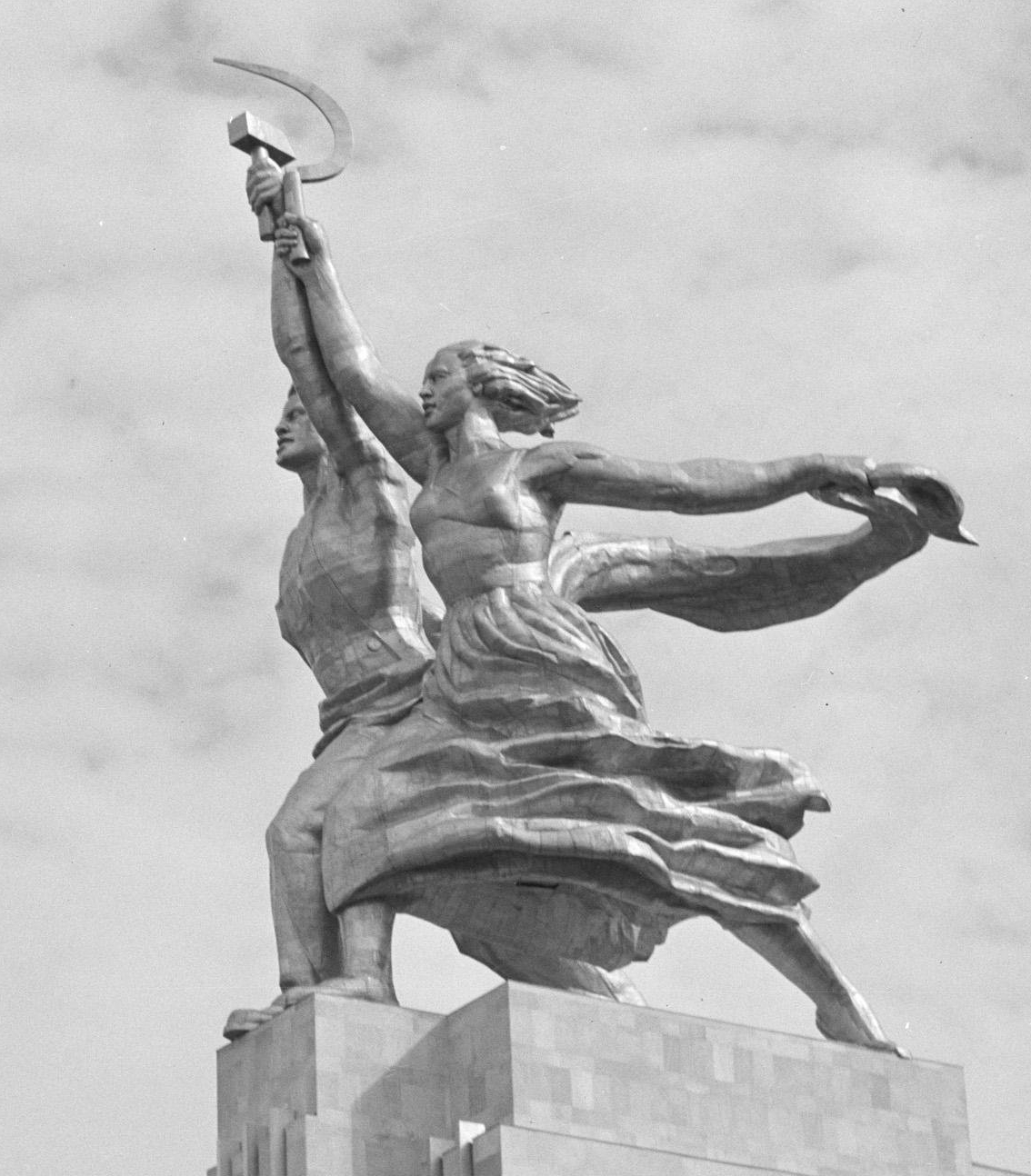
Vista lateral do monumento Operário e Mulher Kolkosiana

Após a vitória da Revolução de Outubro na Rússia, o Plano Leninista de Propaganda Monumental foi adotado, sob o qual os escultores receberam ordens do Estado para criar monumentos urbanos. Mukhina completou em 1918 o projeto de um monumento ao iluminista e publicista Nikolai Novikov. O projeto foi aprovado pelo Narkompros, mas o monumento, feita de barro e armazenado em uma oficina sem aquecimento, desmantelou com o frio, de modo que o projeto ficou por cumprir.  Além disso, como parte do trabalho sobre propaganda monumental, Mukhina criou esboços das esculturas "Liberated Labour" e "Revolution" (1919), bem como monumentos a Vladimir Mikhailovich Zagorski (1921) e Sverdlov (também conhecido como a "Chama da Revolução", de 1932).
Na década de 1920, Mukhina se tornou uma das mais proeminentes escultoras da União Soviética, e embora ela continuasse a produzir escultura cubista até 1922, ela se tornou uma figura de destaque do realismo socialista, tanto em estilo quanto em ideologia. Em 1923, Vera Mukhina, junto com Aleksandra Ekster e Alexander Tairov, foi assistente projetou o pavilhão do jornal Izvestia na primeira "Exposição Industrial Agrícola e Artesanal da Rússia", no Chamber Theatre, no em Moscou. Em 1925, juntamente com a designer de moda Nadezhda Lamanova, ela ganhou um Grand Prix em uma exposição em Paris para uma coleção de roupas femininas elegantes. Os vestidos foram decorados com um ornamento original, incluindo o "padrão galo" inventado por Mukhina. Nos anos 1926-1927 Vera Mukhina deu aulas na turma de modelagem da Escola Técnica Artística e Industrial do Museu dos Brinquedos, em 1927-1930 na Escola Superior de Arte e Técnica. Em 1927, a escultura “A Camponesa” criada por Vera foi premiada com o 1º prémio numa exposição dedicada ao 10º aniversário da Revolução de Outubro; a escultura foi depois comprada pelo Museu de Trieste, e depois da Segunda Guerra Mundial tornou-se propriedade do Museu do Vaticano em Roma.
A composição mais conhecida de Mukhina foi o monumento de 24 metros “Operário e Mulher Kolkosiana”, que foi instalado em Paris na Exposição Universal de 1937. A obra de Mukhina ficou no topo do pavilhão soviético, que foi projetado pelo arquiteto Boris Iofan. Como concebido por Mukhina, o sol iluminava o monumento feito de aço frontalmente, criando um efeito brilhante; ambas as figuras, por toda a sua solidez, pareciam estar voando. A sensação de voo foi aumentada pelo longo lenço ondulado introduzido por Mukhina na composição; Como resultado, o grupo escultural se distinguiu pela expressão e energia extraordinárias, simbolizando a União Soviética lutando por novas vitórias. O monumento foi avaliado pela imprensa francesa como "a maior obra de escultura do século XX", e Pablo Picasso escreveu: "quão belos são os gigantes soviéticos contra o plano de fundo do céu parisiense lilás".
Depois que a exposição foi fechada, o monumento desmontado foi transportado para Moscou e, em 1939, instalado perto da entrada norte da Exposição das Realizações da Economia Nacional (VDNH; atual Centro Panrusso de Exposições), no entanto, a decisão de design de Mukhina foi destruída: a escultura foi colocada em um pedestal baixo e de costas para o sol, de modo que a sensação de vôo desapareceu (Mukhina comentou sobre a metamorfose do monumento da seguinte forma: "A estátua rasteja no chão"). No entanto, o monumento tornou-se um dos símbolos da nova Moscou, e desde 1947 esta escultura tem sido o emblema do estúdio de cinema Mosfilm. Em 2003-2009, o monumento foi restaurado; agora se instalou em uma estrutura de pedestal, em aparência e altura perto do Pavilhão de Paris de 1937. Em 1938-1939, Mukhina trabalhou em esculturas para a Ponte Bolshoi Moskvoretski, sendo elas: "Hino à Internacional", "A Chama da Revolução", "Mar", "Terra", "Fertilidade" e "Pão". Pão, de 1936, é a única composição realizada por Mukhina, as outras foram recriadas a partir de seus esboços após a sua morte.
De outubro de 1941 a abril de 1942, viveu e trabalhou na cidade de Kamensk-Uralski (região de Tcheliabinsk). Em 1945, Mukhina foi convidada a Riga como perita para a avaliação artística do Monumento da Liberdade de Riga, que foi ameaçado de demolição. Mas Mukhina - contrariamente à opinião dos funcionários do partido - saiu em defesa do monumento e evitou a demolição. Por causa da influência de Mukhina como grande artista soviética, e como ex-aluna do escultor letão Kārlis Zāle, ela convenceu os oficiais soviéticos de que o Monumento da Liberdade em Riga era de grande importância artística. Devido a seus esforços, o monumento não foi demolido para dar lugar a uma estátua de Joseph Stalin. Durante os anos de guerra e pós-guerra, a própria Mukhina criou uma galeria de retratos esculturais: os coronéis Ivan Khizhnyak e Bari Yusupov, a bailarina Galina Ulanova e o cirurgião Nicolai Burdenko. Ela trabalhou muito e proveitosamente ao encontrar novas formas de expressão plástica de suas ideias (por exemplo, em 1947, ela demonstrou em uma exposição no Museu Russo um retrato do cientista e químico soviético Nikolai Nikolaevich Kachalov moldado em vidro azul fosco; Nikolai era conhecido por seu trabalho na área de vidro óptico e vidro soprado). Mukhina é o autora de dois monumentos para Maksim Gorki: um deles foi instalado em 1943 em Moscou, perto da Estação Ferroviária de Belorussky, e o outro em 1952, na cidade de Gorky. Alguns projetos da escultora não foram cumpridos, incluindo os monumentos a Sverdlov, Lenin e ao navio SS Chelyuskin. Em 1947 Mukhina se tornou membro Academia de Artes da URSS, tornando-se membro do Presidium em 1953. Em 1953 ela também escreveu o livro A Sculptor's Thoughts.
Vera Ignatyevna Mukhina faleceu em 6 de outubro de 1953. A causa da morte foi angina. Mukhina foi enterrada em Moscou no Cemitério Novodevichy.

## Obras

### Em Moscou
- Monumento "Operário e Mulher Kolkosiana".
- Escultura "Ciência" instalada perto da Universidade Estatal de Moscou.
- Esculturas "Pão" e "'Fertilidade'" (ou "Colheita") no Parque da Amizade.
- Esculturas "Terra" e "Água" (ou "Mar") em Luzhniki.
- Monumento a Tchaikovsky no edifício do Conservatório de Moscou.
- Monumento a Maksim Gorki na Estação Belorussky.
- Monumento a Maksim Gorki no Instituto da Literatura Mundial.
- Sete lápides no Cemitério Novodevichy.

### Em outras cidades
- Composição escultórica "Farhad and Shirin" (arquiteto Josef Karakis) para o complexo da estação hidrelétrica de Farhad.
- Monumento a Maksim Gorki em Nijni Novgorod.
- Escultura no telhado do planetário em Volgogrado - "Paz", a última criação de Vera Mukhina.

## Prêmios, honrarias e legado
- Prêmio Stalin de primeira classe (1941) — pelo grupo escultórico "Operário e Mulher Kolkosiana" na Exibição Agrícola Pansoviética 1937.
- Prêmio Stalin de segunda classe (1943) — pelo retratos esculturais dos coronéis Ivan Khizhnyak e Bari Yusupov de 1942.
- Prêmio Stalin de primeira classe (1946) — pelo retrato escultórico do acadêmico Alexei Krylov.
- Prêmio Stalin de segunda classe (1951) — pelo grupo escultórico "Exigimos a paz!" (Com co-autores).
- Prêmio Stalin de primeira classe (1952) — pelo monumento a Maksim Gorki na estação ferroviária Belorussky em Moscou.
- Ordem da Bandeira Vermelha do Trabalho (1938)
- Artista do Povo da URSS (artes plásticas) (1943)
- Ordem da Insígnia de Honra (1945)
- Ordem do Mérito Civil (Bulgária)
- Rua Vera Mukhina na cidade Klin, Oblast de Moscou.[18]
- Museu Vera Mukhina dedicado à adolescência e obra da escultora foi criado em Teodósia, na Crimeia, na Ucrânia, em 1985.[19]